# Håkan Wickberg
Nils Håkan Wickberg (* 3. Februar 1943 in Gävle, Gävleborg; † 9. Dezember 2009 ebenda) war ein schwedischer Eishockeyspieler.
Zwischen 1958 und 1975 spielte Wickberg für den Brynäs IF, ein Eishockeyclub in Gävle, der von seinem Vater Thure geführt wurde. Dabei wurde Wickberg siebenmal schwedischer Meister: 1964, 1966–1968, 1970–1972.
1971 erhielt er den Guldpucken als bester Spieler in der schwedischen Liga. Sein letztes aktives Jahr spielte Wickberg für Falu IF.
Nachdem er 1962 ins schwedische Nationalteam aufgenommen worden war, gewann er sechs Weltmeisterschaftsmedaillen. Bei den Olympischen Winterspielen 1968 und 1972 verpassten Wickberg und das Team die Medaillenränge und wurden beide Male vierter.

## Erfolge und Auszeichnungen
- 1970 Rinkens riddare
- 1970 Silbermedaille bei der Weltmeisterschaft